# Eurycope glabra
Eurycope glabra är en kräftdjursart som beskrevs av Brian Frederick Kensley 1978. Eurycope glabra ingår i släktet Eurycope och familjen Munnopsidae. Inga underarter finns listade i Catalogue of Life.